# SENSATION (樂團)
SENSATION樂團成員包括主唱曹格，及演奏團體MUSA's的成員——帶領樂團、來自阿根廷的鋼琴及鍵盤手Martin "Musa" Musaubach；同樣來自阿根廷的貝斯及低音大提琴手Lautaro "LuKa" Bellucca；來自巴西的鼓手Adriano Moreira (高飛)；以及同樣來自巴西的吉他手、高飛的堂弟Fabio Moreira。音樂製作人涂惠源擔任樂團的音樂製作及現場演奏。
最新加入Project 2的成員為來自美國的小號及富魯格號手Danny Deysher，以及北京的吉他手牛牛 (劉利明，「空氣罐頭」成員)。

## 簡歷

### 組成
2011年，台灣音樂製作人涂惠源將MUSA's Trio三重奏成員Musa、LuKa和高飛介紹了給曹格，雙方在音樂交流和嘗試合作演出之後，SENSATION正式組成。「曹格 x MUSA's Trio x 涂惠源 = SENSATION」，不只是一個新的樂團，同時是一個新概念、一個新的音樂品牌。
SENSATION組成後，選擇了台北「河岸留言」(Riverside Café Taipei) 作為初次獨立演出的地點。

## 演出、發行

### 2011~2012: Project 1
2011年12月至2012年1月，SENSATION於台北、高雄及台中，舉行四場「Gary Chaw SENSATION x JAZZ 爵士巡迴音樂會」，並於同時間發行會場限定發售/在線單曲《Project Sensation JAZZ》，包括"All I Have To Do Is Dream"及"I Just Called To Say I Love You"兩首歌曲、以及歌曲的純音樂版本。
2012年6月，SENSATION發行首張出道專輯《Gary Chaw Project Sensation 1 Jazz》。7月14日，「SENSATION 爵士音樂會」巡演於台北作為首站正式展開，樂團隨即於新加坡、馬來西亞兩地演出。
同年8月4日及5日，SENSATION入主香港紅磡體育館，舉行一連兩場「Gary Chaw Sensational Sound Concert」。
10月5日，樂團在澳門演出「CPOP LIVE」。
11月3日，SENSATION於第3屆「金音獎」登場作表演嘉賓。
12月11日，樂團以神祕嘉賓身份於「Marie Claire美麗佳人慈善之夜」演出。

### 2013: Project 2
2013年4月，吉他手Fabio Moreira正式加入汎亞龍族音樂，連同三重奏樂團成員共同參予SENSATION Project 2的製作。Fabio於2012年「Gary Chaw Sensational Sound Concert」已曾經為曹格擔任過現場吉他手。
MUSA's Trio亦因為在現場表演上樂團與不同音樂人的合作漸多，Fabio加入三重奏樂團之後，同年6月，MUSA's Trio擴展成為MUS4's (quartet，四重奏)。由三重奏演進成小編制樂團的MUSA's將與加入Project 2的音樂人合作，在音樂上創造出更多的可能性。
小號及富魯格號手Danny Deysher、於8月17日在SENSATION的公開演奏中首次加入演出 (同時亦為MU5A's 五重奏的成員)。是次為SENSATION在2013年的首次及作為五重奏樂團的初演。
9月7日、曹格於「Gary Chaw Sensationally Live Tour Macau 2013」澳門站演唱會上宣佈來自北京的吉他手牛牛 (劉利明，「空氣罐頭」成員) 已加入SENSATION的製作及演出。

## 成員介紹
- Gary Chaw 曹格

SENSATION主唱。詳見曹格。
- Michael Tu 涂惠源

台灣音樂製作人，鋼琴及鍵盤手，擔任樂團的音樂製作及現場演奏。為人熟悉的作品包括「聽海」、「剪愛」等等。
- Martin "Musa" Musaubach

Musa，鋼琴及鍵盤手。詳見Martin "Musa" Musaubach及MUSA's。
- Lautaro "LuKa" Bellucca

LuKa，貝斯及低音大提琴手。詳見Lautaro "LuKa" Bellucca及MUSA's。
- Adriano Moreira (高飛)

高飛，鼓手及敲擊樂手。詳見Adriano Moreira (高飛) 及MUSA's。
- Fabio Moreira

Fabio，吉他手，2013年4月加入SENSATION。詳見MUSA's。
- Danny Deysher

Danny，小號及富魯格號手。2013年8月17日初次加入SENSATION公開演出。詳見MUSA's。
- 牛牛 (劉利明)

劉利明，吉他手，綽號牛牛。2月28日生日。獨立爵士樂團「空氣罐頭」成員，涂惠源老師的學生。

## 音樂發行
單曲
- Project Sensation JAZZ (2011/12)

專輯
- Gary Chaw Project Sensation 1 Jazz (2012/06)

## 註解
1. ↑  商業電台 -「昆頓 Tan Button」訪問 (2012/06/22)
2. 1 2  台灣壹週刊 Next Magazine Taiwan #581 (2012/07/12) - p.194 - 紅男綠女「音樂讓我們相遇 Sensation」
3. ↑  商業電台叱吒903 - 細SO「好回家」訪問 (2012/06/25)
4. ↑  . 電台專訪(華語). 2012-06-04  [2012-08-01]. （原始内容存档于2016-05-01）.
5. ↑  . KKBOX TW. 2012-06-06  [2013-01-10]. （原始内容存档于2013-02-26）.
6. ↑  . 美麗佳人.   [2013-05-10]. （原始内容存档于2013-10-17）.
7. ↑  . 專輯線上收聽 - KKBOX.   [2012-08-01]. （原始内容存档于2012-02-06）.
8. ↑  . eTV粉絲團. 2012-07-14  [2012-08-02]. （原始内容存档于2014-10-06）.
9. ↑  . Enter-E.net. 2012-07-22  [2012-07-22]. （原始内容存档于2013-05-07）.
10. ↑  . Timetable. 2012-06-15  [2013-01-02]. （原始内容存档于2012-08-17）.
11. ↑  . Club Cubic. 2012-10-05  [2013-01-02]. （原始内容存档于2019-02-17）.
12. ↑  . Yahoo!奇摩新聞. 2012-11-04  [2013-01-02]. （原始内容存档于2016-03-14）.
13. ↑  . Ticket.com.tw. 2012-10-29  [2013-01-02]. （原始内容存档于2012-12-28）.
14. 1 2  . 涂惠源facebook.   [2013-04-22]. （原始内容存档于2019-02-17）.

## 外部連結
- Gary Chaw official facebook （页面存档备份，存于）
- DFM Jazz Club facebook (record label) （页面存档备份，存于）
- Musaubach homepage （页面存档备份，存于）
- Musaubach facebook （页面存档备份，存于）
- MUSA's facebook
- LuKa facebook （页面存档备份，存于）